# Discografia de Sunmi
A discografia de Sunmi, uma cantora coreana de K-pop, é composta por um EP, quatro singles e quatro videos musicais. Ela estreou como membro da Wonder Girls em 2007 sob JYP Entertainment, mas em 2010 deixou o grupo devido a seus estudos. Em 2015, ele retornou até sua dissolução em 2017. Ele estreou como artista solo em 2013 com o lançamento do single "24 Hours", que mais tarde foi adicionado ao seu primeiro EP Full Moon.

## Álbuns

### EP
| Título    | Detalhes | Melhores posições | Melhores posições | Melhores posições | Vendas        |
| Título    | Detalhes | COR               | JPN               | US World          | Vendas        |
| --------- | --- | ----------------- | ----------------- | ----------------- | ------------- |
| Full Moon | - Lançamento: 16 de fevereiro de 2014 - Gravadora: JYP Entertainment, KT Music - Formatos: CD e download digital | 12                | –                 | –                 | - COR: 5,394+ |
| Warning   | - Lançamento: 4 de setembro de 2018 - Gravadora: MakeUs Entertainment - Formatos: CD e download digital          | 9                 | –                 | –                 | - COR: 9,321+ |

## Singles

### Como artista principal
| Título                                                                                        | Ano  | Melhores posições | Melhores posições | Melhores posições | Melhores posições | Vendas                       | Álbun                |
| Título                                                                                        | Ano  | KOR               | KOR Hot           | CHN               | US World          | Vendas                       | Álbun                |
| --------------------------------------------------------------------------------------------- | ---- | ----------------- | ----------------- | ----------------- | ----------------- | ---------------------------- | -------------------- |
| "24 Hours"                                                                                    | 2013 | 2                 | 3                 | —                 | —                 | - KOR: 763,750               | Full Moon            |
| "Full Moon" (feat. Lena)                                                                      | 2014 | 2                 | 3                 | —                 | 13                | - KOR: 894,993               | Full Moon            |
| "Gashina"                                                                                     | 2017 | 1                 | 2                 | —                 | 3                 | - KOR: 1,190,389 - US: 1,000 | Warning              |
| "Heroine"                                                                                     | 2018 | 2                 | 2                 | —                 | 3                 | - US: 2,000                  | Warning              |
| "Siren"                                                                                       | 2018 | 1                 | 1                 | 32                | 5                 | —                            | Warning              |
| "Noir"                                                                                        | 2019 | 8                 | 9                 | —                 | 3                 | —                            | Lançamento sem álbum |
| Lalalay                                                                                       | 2019 |                   |                   | —                 |                   | —                            | Lançamento sem álbum |
| "─" indica que o lançamento não foi posicionado na lista ou não foi lançado nesse território. |      |                   |                   |                   |                   |                              |                      |

### Como artista convidada
| Título                  | Ano  | Melhores posições | Melhores posições | Melhores posições | Vendas | Álbun    |
| Título                  | Ano  | COR Gaon          | COR Billboard     | US World          | Vendas | Álbun    |
| ----------------------- | ---- | ----------------- | ----------------- | ----------------- | ------ | -------- |
| "You" (B1A4 feat Sunmi) | 2014 | 63                | 91                | —                 | —      | Solo Day |

## Composições
| Canção          | Ano  | Álbum         | Artista(s)   | Letra     | Letra                               | Música    | Música                              |
| Canção          | Ano  | Álbum         | Artista(s)   | Creditada | Com                                 | Creditada | Com                                 |
| --------------- | ---- | ------------- | ------------ | --------- | ----------------------------------- | --------- | ----------------------------------- |
| "Rewind"        | 2015 | Reboot        | Wonder Girls | Sim       | Ju Hyo Lee Toyo Kim Yu-bin          | Sim       | Ju Hyo Lee Toyo                     |
| "Back"          | 2015 | Reboot        | Wonder Girls | Sim       | Woo Hye-rim Kim Yubin               | Sim       | Woo Hye-rim Kim Yubin               |
| "Faded Love"    | 2015 | Reboot        | Wonder Girls | Sim       | Shim Eun-ji                         | Sim       | Shim Eun-ji                         |
| "Why So Lonely" | 2016 | Why So Lonely | Wonder Girls | Sim       | Woo Hye-rim Kim Yu-bin Hong Ji-sang | Sim       | Woo Hye-rim Kim Yu-bin Hong Ji-sang |
| "Why So Lonely" | 2016 | Why So Lonely | Wonder Girls | Sim       | Woo Hye-rim Kim Yu-bin Frants       | Sim       | Woo Hye-rim Kim Yu-bin Frants       |
| "Gashina"       | 2017 | Warning       | Sunmi        | Sim       | Teddy 24 Joe Rhee                   | Sim       | Teddy 24 Joe Rhee                   |
| "Heroine"       | 2018 | Warning       | Sunmi        | Sim       | Teddy 24                            | Não       | Teddy 24                            |
| "Siren"         | 2018 | Warning       | Sunmi        | Sim       | —                                   | Sim       | Frants                              |
| "Addict"        | 2018 | Warning       | Sunmi        | Sim       | —                                   | Sim       | Frants                              |
| "Curve"         | 2018 | Warning       | Sunmi        | Sim       | —                                   | Não       | Kriz Tomoko Ida                     |
| "Black Pearl"   | 2018 | Warning       | Sunmi        | Sim       | —                                   | Sim       | Frants                              |
| "Secret Tape"   | 2018 | Warning       | Sunmi        | Sim       | —                                   | Sim       | Frants                              |